# 日本とバーレーンの関係
日本とバーレーンの関係（にほんとバーレーンのかんけい、アラビア語: العلاقات الفلسطينية اليابانية、英語: Bahrain-Japan relations） では、日本とバーレーンの関係について概説する。正式名称から日本とバーレーン王国の関係とも。友好的な関係が築かれている。

## 両国の比較
|                   | バーレーン                               | 日本                            | 両国の差                    |
| ----------------- | ---------------------------------------- | ------------------------------- | --------------------------- |
| 人口              | 170万1583人（2020年）                    | 1億2583万人（2020年）           | 日本はバーレーンの約73.9倍  |
| 国土面積          | 769.8km2                                 | 37万7972 km2                    | 日本はバーレーンの約491倍   |
| 首都              | マナーマ                                 | 東京都                          |                             |
| 最大都市          | マナーマ                                 | 東京都区部                      |                             |
| 政体              | 立憲君主制                               | （民主制）議院内閣制            |                             |
| 公用語            | アラビア語                               | 日本語（事実上）                |                             |
| 通貨              | バーレーン・ディナール                   | 日本円                          |                             |
| 国教              | イスラム教                               | なし                            |                             |
| 国家元首          | ハマド・ビン・イーサ・アール・ハリーファ | 岸田文雄                        |                             |
| 人間開発指数      | 0.846                                    | 0.919                           |                             |
| 民主主義指数      | 2.55                                     | 7.99                            |                             |
| GDP（名目）       | 347億2923万米ドル（2020年）              | 4兆9754億1524万米ドル（2020年） | 日本はバーレーンの約143.3倍 |
| 一人当たり名目GDP | 20,410.0米ドル（2020年）                 | 39,538.9米ドル（2020年）        | 日本はバーレーンの約1.9倍   |
| GDP（購買力平価） | 744億2649万米ドル（2020年）              | 5兆5043億3091万米ドル（2019年） | 日本はバーレーンの約73.9倍  |
| 一人当たり実質GDP | 43,739.6米ドル（2020年）                 | 43,593.5米ドル（2019年）        | 日本とバーレーンはほぼ同等  |
| 経済成長率        | 2.1％（2019年）                          | 0.3%（2019年）                  |                             |
| 軍事費            | 14億479万米ドル（2020年）                | 491億4855万米ドル（2020年）     | 日本はバーレーンの約35倍    |
| 地図              |                                          |                                 |                             |

## 歴史
1971年にバーレーンはイギリスから独立し、日本はこれをすぐ承認。1972年には外交関係を樹立し、1983年にはマナーマに在バーレーン日本国大使館を開設した、一方バーレーン側は2005年、東京に駐日バーレーン大使館を設置した。
2011年3月11日に発生した東日本大震災に際してはバーレーンは比較的早期に支援を申し出、国王や首相、皇太子が弔意表明をしている。

## 外交関係

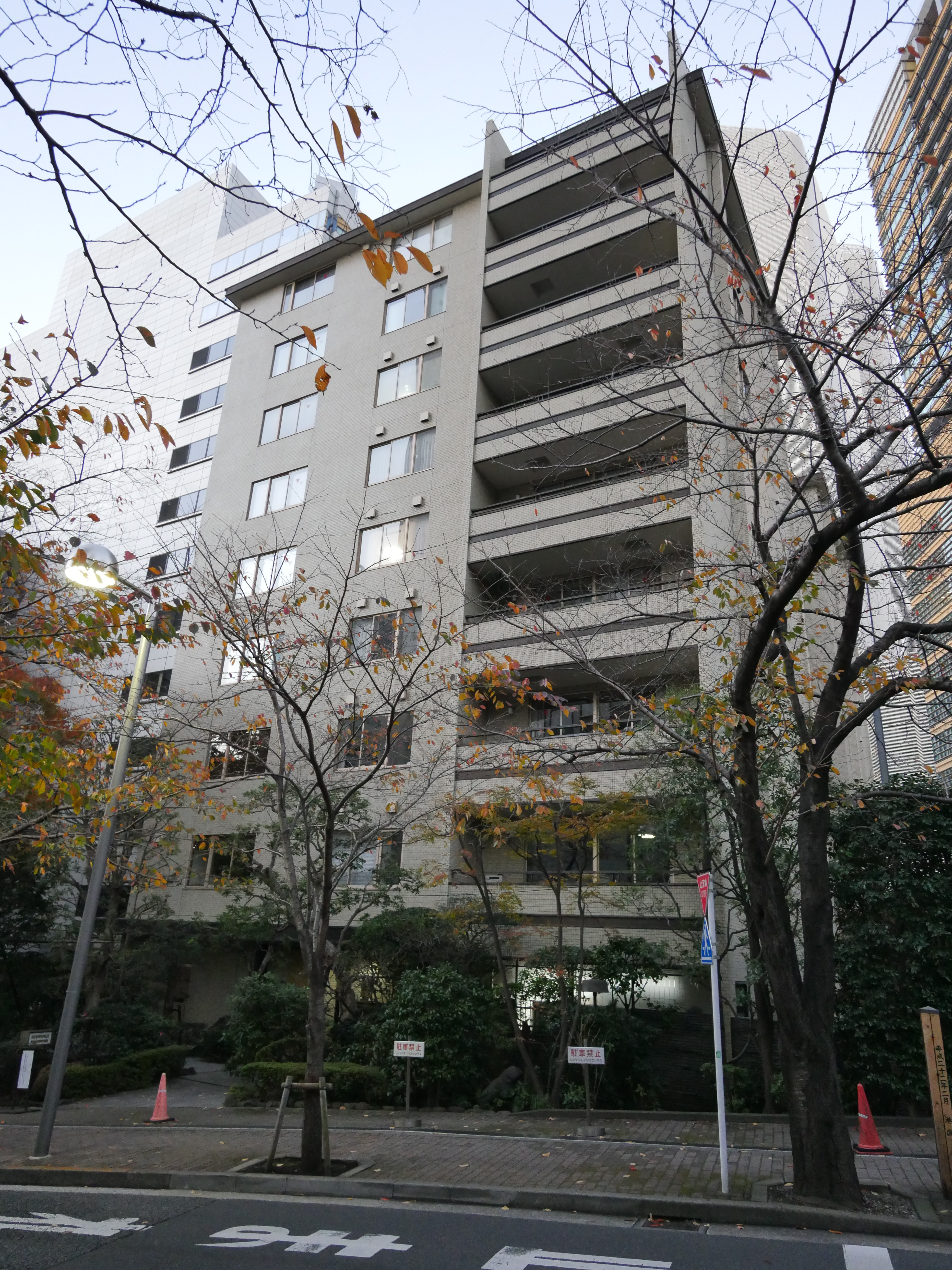
駐日バーレーン大使館の入居するビル

### 二国間関係
日本は東アジア、バーレーンは西アジアに位置しており、国の規模も日本は大国である一方でバーレーンはペルシャ湾に浮かぶミニ国家であり、両国には大きな違いがある。しかしバーレーンは先進国と同等の所得水準を達成しており、湾岸諸国で最も宗教的規制も緩やか、立憲君主制を採用する民主主義国家であるなどの特徴があり、日本とは複数の理念をともにする友好国である。1991年の自衛隊ペルシャ湾派遣以降は安全保障上の繋がりも強い。

### 日本要人のバーレーン訪問
2013年8月には日本の総理大臣として初めて安倍晋三がバーレーンを訪問。ハリーファ・ビン・サルマーン・アール・ハリーファ首相 との首脳会談や共同記者会見を実施し、政治、安全保障、経済、医療、農業、鉄道等の諸分野で協力を拡大する意向が発表された。
2016年12月、外務副大臣の薗浦健太郎が第12回マナーマ対話に出席。
2017年11月には外務副大臣の佐藤正久が訪問し、複数のバーレーン要人と会談を実施した。
2017年12月、当時外務大臣だった河野太郎がイギリスのシンクタンク・国際戦略研究所主催の第13回マナーマ対話に出席するためバーレーンを訪問し、スピーチを実施した。バーレーン国王ハマド・ビン・イーサ・アール・ハリーファや皇太子サルマン・ビン・ハマド・アール・ハリーファに表敬し、さらには外相会談も実施して中東情勢について意見交換が実施された。
2018年10月にも前年に引き続き第14回マナーマ対話のため河野太郎がバーレーンを訪問。中東地域の平和と安定に向けた日本の政策・貢献をスピーチした。またハーリド・ビン・アフメド・アル・ハリファとは外相会談を実施し、バーレーン国王ハマド・ビン・イーサ・アール・ハリーファやバーレーン首相ハリーファ・ビン・サルマーン・アール・ハリーファに表敬した。
このほか、安全保障上の繋がりから自衛隊・防衛省所属の要人が数多くバーレーンを訪問。2015年には石川博崇防衛大臣政務官が、2016年12月には小林鷹之防衛大臣政務官が、2017年1月には若宮健嗣防衛副大臣が、2017年5月には宮澤博行防衛大臣政務官が、2017年12月には大野敬太郎防衛大臣政務官がバーレーンを訪問した。2019年11月には河野太郎防衛大臣がバーレーンを訪問しバーレーン国防軍司令官と会談を実施している。

### バーレーン要人の訪日
2012年4月にはバーレーン国王ハマド・ビン・イーサ・アール・ハリーファが公式実務訪問賓客として訪日し、当時総理大臣だった野田佳彦と会談を実施。政策協議に関する覚書と防衛交流に関する覚書が署名されている。
2013年3月、サルマーン皇太子が訪日して安倍晋三と会談を実施し、関係強化について議論された。
2019年にもサルマーン皇太子が即位礼正殿の儀に出席するために訪日し、安倍晋三と会談を実施した。

## 経済関係
| 日本・バーレーン貿易 (単位：億円) |        |        |        |        |        |        |        |        |        |
| 国                                | 2012年 | 2013年 | 2014年 | 2015年 | 2016年 | 2017年 | 2018年 | 2019年 | 2020年 |
| 対日輸入                          | 645    | 744    | 906    | 1,073  | 815    | 762    | 711    | 677    | 636    |
| 対日輸出                          | 380    | 387    | 589    | 391    | 298    | 425    | 1,372  | 1,277  | 526    |
| 総貿易額                          | 1,025  | 1,131  | 1,495  | 1,464  | 1,113  | 1,186  | 2,082  | 1,954  | 1,163  |
| 出典:財務省貿易統計               |        |        |        |        |        |        |        |        |        |

バーレーンにとって日本は主要な貿易相手国の一つであり、日本から自動車などを多く輸入している。一方で対日輸出では石油やアルミなど資源を供給しており、資源の少ない日本にとっては死活的に重要な国の一つでもある。
日本からの援助実績は現在までの累計で14億円程度(無償資金協力0.61億円、技術協力13.64億円)。経済成長を果たしたこともあって2008年でバーレーンは政府開発援助の対象国を卒業している。
2002年にはバーレーンの経済開発委員会が、国外に6か所しか設けていない海外事業所の1つを日本(東京)に設置。これを契機として経済交流が活発化し、2015年時点でバーレーンには25社の日系企業が進出している。

## 防衛協力
日本とバーレーンはアメリカ合衆国の主要な非NATO同盟国（MNNA）である。特に、日本には米第7艦隊司令部が、バーレーンには米第5艦隊司令部が置かれている。
日本の自衛隊幹部や防衛省幹部によるバーレーン訪問が活発である一方、あまり多くないもののバーレーン国防軍の幹部が日本を訪問することもある。

## 文化交流
友好国であることも相まって日本文化が一定の人気を博す。2007年には大阪市を拠点とする和太鼓グループ「打打打団天鼓」がバーレーンで講演会を実施。ほかにも生け花、茶道、日本映画などが親しまれている。

## 外交使節

### 駐日バーレーン大使
1. ハリール・ビン・イブラヒーム・ハッサン（アラビア語版、英語版）（2005～2017年、信任状捧呈は11月14日[63]）
  - （臨時代理大使）マハムード・アブドゥルアール（2017～2018年）
2. アハメッド・ムハッマド・ユースフ・アルドーセリ（2018年～、信任状捧呈は3月14日[64]）